# Miriam Halpern Pereira
Miriam Halpern Pereira (Cascais, Carcavelos, 20 de marzo de 1937) es una profesora portuguesa, catedrática emérita de Historia (ISCTE/IUL). De 2001 a 2004 fue Directora del Archivo Nacional de Torre do Tombo.
En 1962, obtuvo su licenciatura  en historia y filosofía, en la Facultad de Letras de la Universidad de Lisboa. Y su doctorado en Historia, en la Faculté de Lettres et Sciences Humaines, Sorbona, París, en 1969. Fue agregada en historia del ISCTE.IUL, investigadora científica del Centre National de Recherche Scientifique en el Instituto Marc Bloch, Universidad de París I (Sorbona) 1970-1973.
Fue profesora de historia contemporánea en la Universidad de Vincennes. Directora de la revista Ler História, de 1983 a  2008, y directora fundadora del Centro de Historia del ISCTE/IUL.

## Algunas publicaciones
- “A 1a República e o sufrágio: o debate de 1911 em  perspectiva diacrónica“, en libro de homenaje a A. Hespanha, 2013

- Do Estado Liberal ao Estado Providência' , EDUSC, São Paulo, 2012

- “Instituições e desenvolvimento económico no século dezanove ”, en Linguagens e fronteiras do poder. En colaboración con J. Murilo de Carvalho, Maria João Vaz, Gladys Sabina Ribeiro: Lisboa, CEHC, 2012

- “A 1ª Republica e a política da emigração” en Um passaporte para a terra prometida, Oporto,  2011

- O Gosto pela História Percursos de História Contemporânea ICS, 2010

- Mouzinho da Silveira, pensamento e acção política, Colecc. Parlamento, Assembleia da República, 2009 en línea

- “A emigração portuguesa para o Brasil e a geo-estratégia do desenvolvimento euro-americano” en A emigração portuguesa para o Brasil. Cepese, Porto,  2007

- Diversidade e Assimetrias, ICS, 2001

- Das Revoluções Liberais ao Estado Novo Lisboa, Presença, 1994

- Livre-câmbio e desenvolvimento económico: Portugal na segunda metade do século XIX, Lisboa, Cosmos, 1971, 441 pp. Reeditado em 1983, Editora Sá da Costa

- A Política portuguesa de Emigração (1850-1930), Lisboa, Editora A Regra do Jogo, 1981. Reeditado y aumentado, S. Paulo, EDUSC, 2002

- Negociantes, Fabricantes e artesãos, Lisboa, 1992

- Mouzinho da Silveira. Obras, dirección y edición de manuscritos en colaboración, 2 vols. Lisboa, Fundação Calouste Gulbenkian, 1989

- Coordinación y colaboración en dossiers y números temáticos en Ler História más recientes: Caminhos para o futuro, Agendas historiográficas en n.º 50  A Corte no Brasil, n.º 54, Emigração e imigração, coord. con Fernando Luis Machado, n.º 56. Dossier Hobsbawm, n.º 62.

### Artículos recientes en revistas en otras lenguas / en otros países
1. La cuestión social y la 1.ª República, en Historia y política, Universidad Complutense de Madrid, 2.º semestre, 2012
2. «Instituições e desenvolvimento  económico  no século dezanove» en Linguagens e fronteiras do poder,  Río de Janeiro, 2011
3. “Coroa, Império e Nação”, en Revista Instituto Histórico-Geográfico, Río de Janeiro, 2011
4. “A emergência do conceito de emigrante e a política de emigração” en Actas VII Seminário Internacional sobre a (E)Imigração Portuguesa para o Brasil, noviembre de 2011 ,USP, S. Paulo, noviembre, CEPESE y Catédra Jaime Cortesão
5. “Nación, ciudadanía y religion en Portugal (1820-1910)” en Ayer, 2008
6. «Histoire et économie dans l’oeuvre de Pierre Vilar» Pierre Vilar: une histoire totale, une histoire en construction, Éditions Syllepses, París 2006 , Universidade de Granada 2006, S. Paulo, Edusc, 2007
7. “The origins of the welfare state in Portugal: the new frontiers between public and private”. Portuguese J. of Social Sci. 4 ( 1), Lisboa, ISCTE, 2005
8. “L’industrie de la laine à Covilhã et dans la région de la Serra da Estrela: une expansion économique discrète au XIXe siècle”, in La Laine: produits et marches (XIIIe – XXe siècle), Actes  des  Euroconferences Les villes de la laine en Europe,  Congresso  Mundial de História económica de Buenos Aires,  2002 , Padova, ClEUP, 2004
9. “Portugal between two empires”, en   Review 2, vol. XXV, Fernand Braudel Center, New York, 2002

## Honores
académicos
- Desenvolvimento económico e mudança social. Portugal nos dois últimos séculos, Homenagem a Miriam Halpern Pereira, org. José Vicente Serrão, Magda Avelar Pinheiro, Maria de Fátima Sá e Melo Ferreira ICS, Lisboa,2009